# Gene Ammons
Gene Ammons (14. dubna 1925 Chicago, Illinois, USA – 6. srpna 1974 tamtéž) byl americký saxofonista a syn klavíristy Alberta Ammonse. Svou profesionální kariéru zahájil v roce 1943, kdy doprovázel trumpetistu King Kolaxe. O rok později zahájil spolupráci s Billym Eckstinem a od roku 1947 měl vlastní skupinu.
Během své kariéry vydal několik desítek alb jako leader a spolupracoval s dalšími hudebníky, mezi které patří Sonny Stitt, Charles Mingus, Dexter Gordon, Harold Ousley nebo Jack McDuff.
Zemřel na rakovinu ve věku 49 let.